# 소니 픽처스 이미지워크스
소니 픽처스 이미지워크스 주식회사(Sony Pictures Imageworks Inc.)는 밴쿠버에 본사를 둔 시각 효과 회사이다. 1992년 설립되었다.

## 개요
소니 픽처스 엔터테인먼트의 자회사이며, 소니 픽처스 디지털 프로덕션의 사업부이지만 컬럼비아 픽처스에서 제작하지 않은 작품에서도 시각 효과에 참여하고 있다. 1992년 설립되어, 2004년에 《스파이더맨 2》가 아카데미 시각효과상을 수상했다. 2007년 2월 첸나이에 생산 거점을 두는 시각 효과 및 애니메이션 회사 이미지워크스 인디아로 설립했다. 2014년에 본사를 포함한 SPI의 주요 시설을 캘리포니아 컬버시티에서 캐나다 밴쿠버에 이전하였다. 로스앤젤레스에는 업무 관리 사무실을 남겼다.

## 공개기술
OSL(OpenShadingLanguage), ALEMBIC(Open Interchange Format), PYSTRING (C++에서 파이썬 String Handling),FIELD3D (Voxel Data Storage Library)등 주요한 그래픽 처리관련 툴(tool) 소스를 공개하고 있다.

## 같이 보기
- 인더스트리얼 라이트 & 매직
- 픽사
- 소니 픽처스 애니메이션